# Glasbolreflector
Glasbolreflectoren zijn zuiver bolvormige retroreflectoren gemaakt van glas. Deze bestaan in zeer uiteenlopende afmetingen. Zeer kleine glasbolreflectoren worden glasparels genoemd.

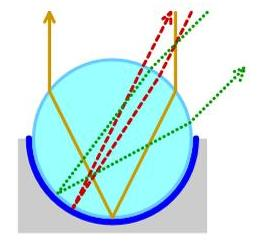
Schematische afbeelding van een glasbol - met de juiste brekingsindex voor retro-reflectie - die half ingebed is in een dragermateriaal. De kleuren geven lichtstralen aan die uit verschillende richtingen komen en worden teruggekaatst in dezelfde richting.

## Optisch principe
Glasbollen en glasparels worden gebruikt vanwege hun retro-reflecterende eigenschap. Dat wil zeggen dat het invallend licht in (vrijwel) tegengestelde richting wordt teruggekaatst, zonder verstrooiing in andere richtingen. Een glazen bol werkt als een lens, en als materiaal met de juiste brekingsindex gekozen wordt (zie hieronder), wordt de invallende lichtbundel daarbij op het tegenoverliggende oppervlak gefocusseerd. Een glazen bol zonder afgedekte achterzijde (gezien vanuit de lichtbron) zou het licht vrijwel geheel doorlaten, maar door hem in een witte of zilverkleurige verflaag in te bedden, wordt vrijwel al het invallende licht op dat oppervlak gereflecteerd. Om goede retroflecterende eigenschappen te hebben is een rondheid nodig van 85-95% of meer, het oppervlak moet glad en schoon zijn, en er mogen geen insluitingen zijn van bijvoorbeeld luchtbelletjes of verontreinigingen. Voor een goede werking moeten de glasbollen ongeveer twee maal zo dik zijn als de laag waarin zij verwerkt zijn.

## Geen perfecte retro-reflectie
Een homogene glazen bol is nooit perfect retro-reflecterend, om de volgende redenen:

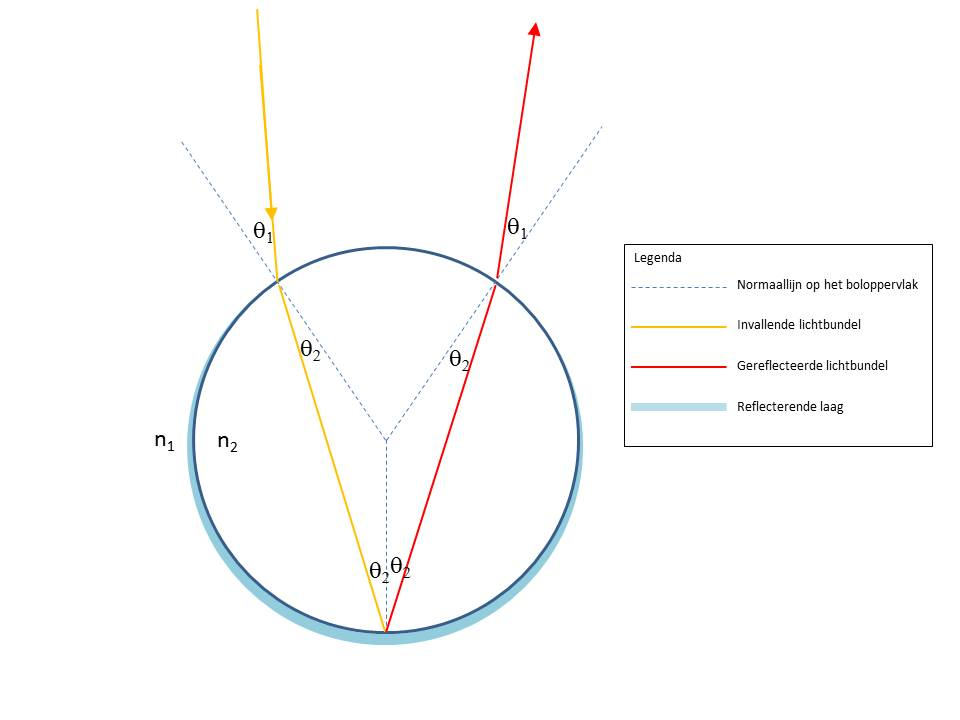
Figuur 1. Lichtstralen in retro-reflecterende glazen bol. n1 en n2 zijn de brekingsindex van de bol en het materiaal buiten de bol (over het algemeen lucht)

- Een perfecte retro-reflectie treedt op als alle licht van de invallende bundel precies gefocusseerd wordt op de tegenovergelegen zijde van de bol. Een glazen bol kent echter vrij sterke sferische aberratie, waardoor dit niet gebeurt. Sferische aberratie kan bij normale lenzen gecompenseerd worden door ze asferisch te slijpen, maar dat is bij een bolvorm onmogelijk. De enige manier om sferische aberratie bij een bolvormige lens te vermijden, is een zogenaamde Lüneburglens, waarbij de brekingsindex in de bol geleidelijk varieert, en in de kern groter is dan in de buitenste schil. Dergelijke lenzen zijn technisch gezien zeer moeilijk te maken.
- Behalve sferische aberratie speelt ook chromatische aberratie een rol: doordat de brekingsindex voor elke kleur anders is, kan licht van elke kleur niet op exact hetzelfde punt worden gefocusseerd.
- Voor een volledige retro-reflectie is glas nodig is met een brekingsindex gelijk aan 2. (Zie voor de berekening hieronder.) De brekingsindex van glas ligt tussen 1,5 en 1,9. Een gereflecteerde smalle lichtbundel zal daardoor onder een iets andere hoek uit de bol treden dan een invallende smalle lichtbundel, zoals geïllustreerd in figuur 1.

Voor praktische toepassingen is het overigens vaak ook niet gewenst dat het licht in exact de tegengestelde richting wordt teruggekaatst, en is er juist enige verstrooiing gewenst. Bij een perfecte retroflectie zou alle licht uit de koplampen van een auto terugschijnen naar die koplampen en niets naar de chauffeur.

### Bepaling van de optimale brekingsindex
Een lichtbundel wordt op de achterzijde van een bol gefocusseerd als de diameter van de bol, 2R, gedeeld door de brekingsindex gelijk is aan de brandpuntsafstand f. De brandpuntsafstand is gelijk aan de straal van de bol gedeeld door de verandering van de brekingsindex (n2-n1). Indien de bol zich in lucht bevindt geldt bij benadering n1=1.
2R = n2f = n2 (R/(n2-1))
2 = n2/(n2-1).
Hieruit volgt n2=2.

## Toepassingen

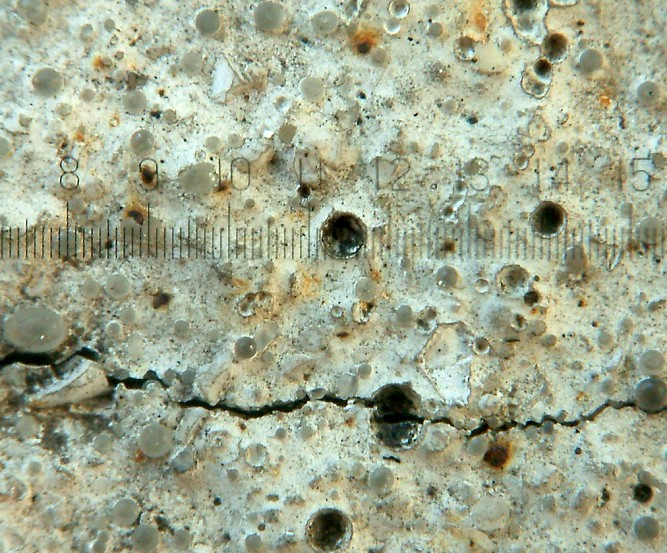
Sterke vergroting van glasparels van verschillende afmetingen in witte wegenverf.

### Glasparels
Micro-glasparels met een doorsnee van 0,001 mm tot 2 mm worden gebruikt als retro-reflecterend materiaal als onderdeel van bijvoorbeeld veiligheidskleding, wegmarkeringen, kentekenplaten en verkeersborden. Een soortgelijke toepassing van glasparels is in reflecterende inkt, waarmee bijvoorbeeld kleding of stickermateriaal bedrukt kan worden.
Voor toepassing in reflecterende wegmarkeringen worden glasparels gemengd met wegenverf of worden gestrooid op een nog hete thermoplastische markeringslaag. Kleine glasparels zijn beter bestand tegen de druk van het verkeer dat eroverheen rijdt dan grotere. Zij hebben echter als nadeel dat ze bij nat weer snel bedekt worden door een laagje water, waardoor de retroreflecterende eigenschap verloren gaat.

### Grotere reflectoren

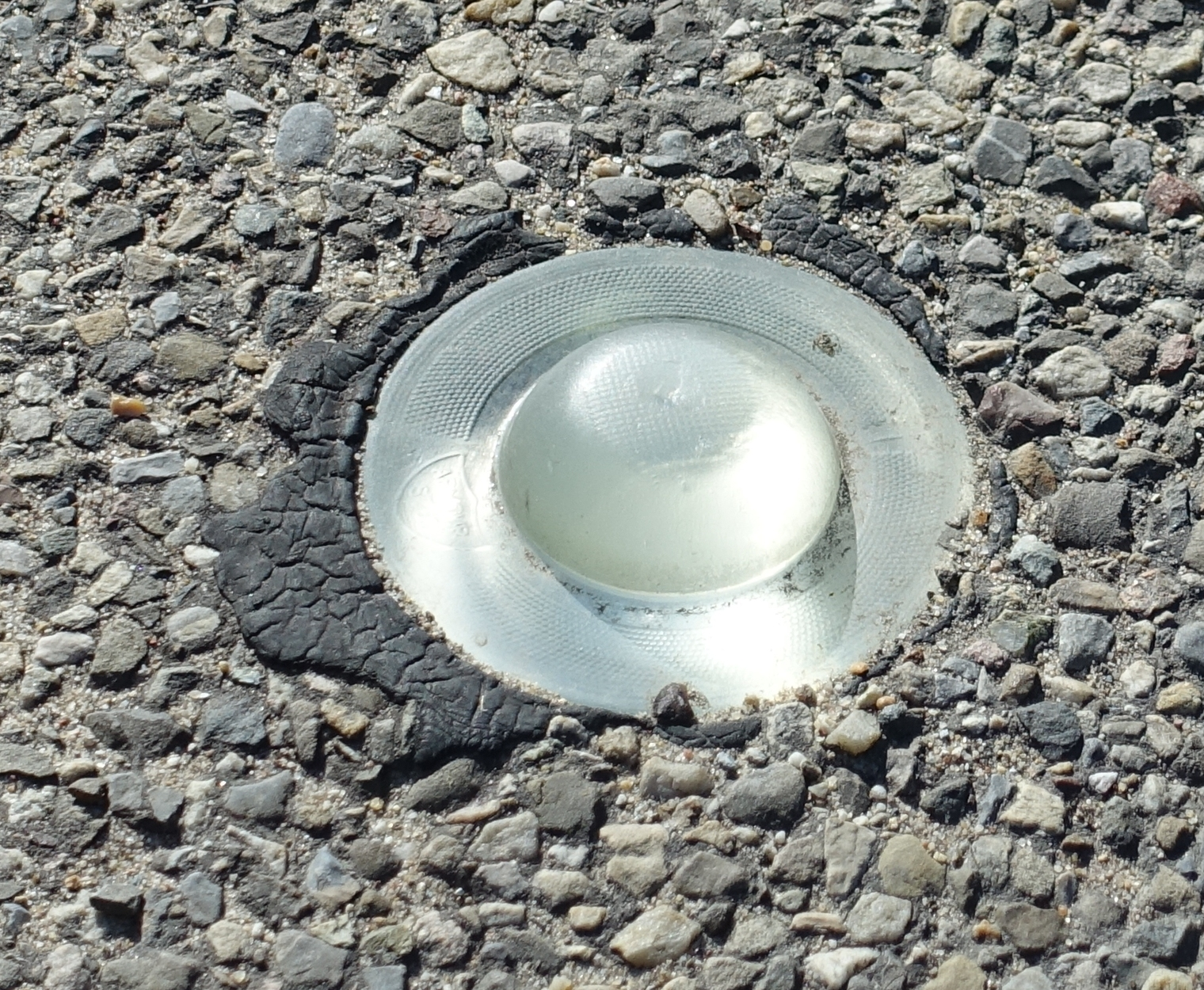
Glasbolreflector gemonteerd in een wegdek.

Een grotere variant van de minuscule glasparels zijn glasbolreflectoren met een diameter van 5–10 cm. Deze worden toegepast om het verkeer te geleiden of te waarschuwen. Zo worden ze toegepast op de rand van een rijstrook, in gevaarlijke bochten, op rotondes etc. Voor hetzelfde doel worden ook wel kattenogen gebruikt. Deze zijn alleen vanuit een beperkte gezichtshoek effectief, en hebben daardoor het voordeel dat de achterzijde van de retroflector een afwijkende vorm en afstand kan hebben tot de voorzijde, waardoor gecorrigeerd kan worden voor de bovengenoemde optische tekortkomingen van een zuiver bolvormige glasbol.
Glasbolreflectoren kunnen in verschillende kleuren gemaakt worden. Het glas of het reflecterende materiaal aan de achterzijde is dan gekleurd. Zo worden in Nieuw-Zeeland, waar men links rijdt, rode glasbolreflectoren aan de linkerkant van de weg gebruikt, witte tussen rijstroken als ingehaald mag worden, en gele als er niet mag worden ingehaald. Blauwe markeren de locatie van een brandkraan, en groene de aanwezigheid van een duiker.

## Voorkomen in de natuur

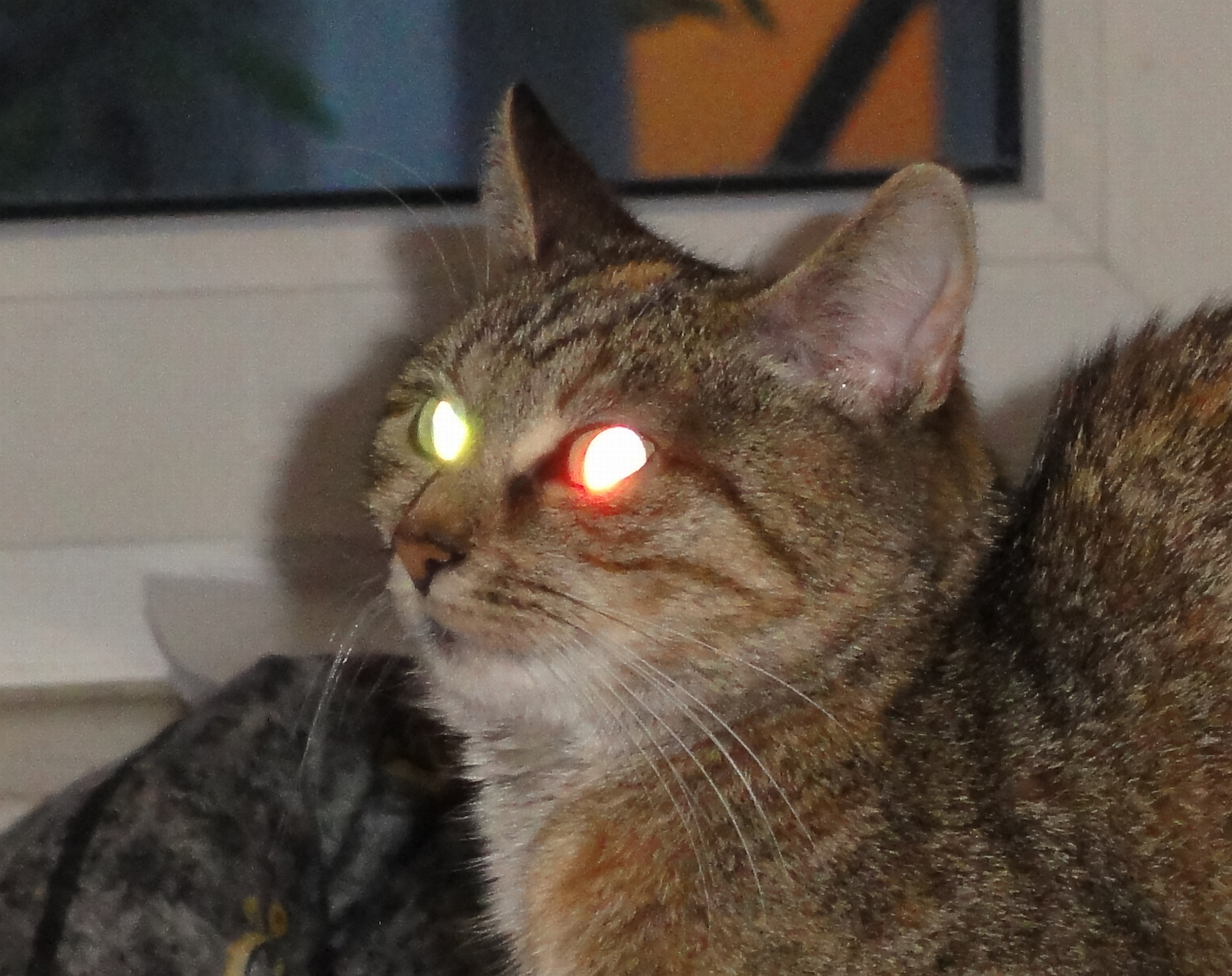
Retroflectie in de ogen van een kat.

Retroreflectie van bolle deeltjes komt ook in de natuur voor, zoals bij de ogen van de hiernaast afgebeelde kat, die vergelijkbare optische eigenschappen hebben als glasparels. Ook dauwdruppels kunnen dit effect vertonen, zoals bij heiligenschijn.

## Fabricage

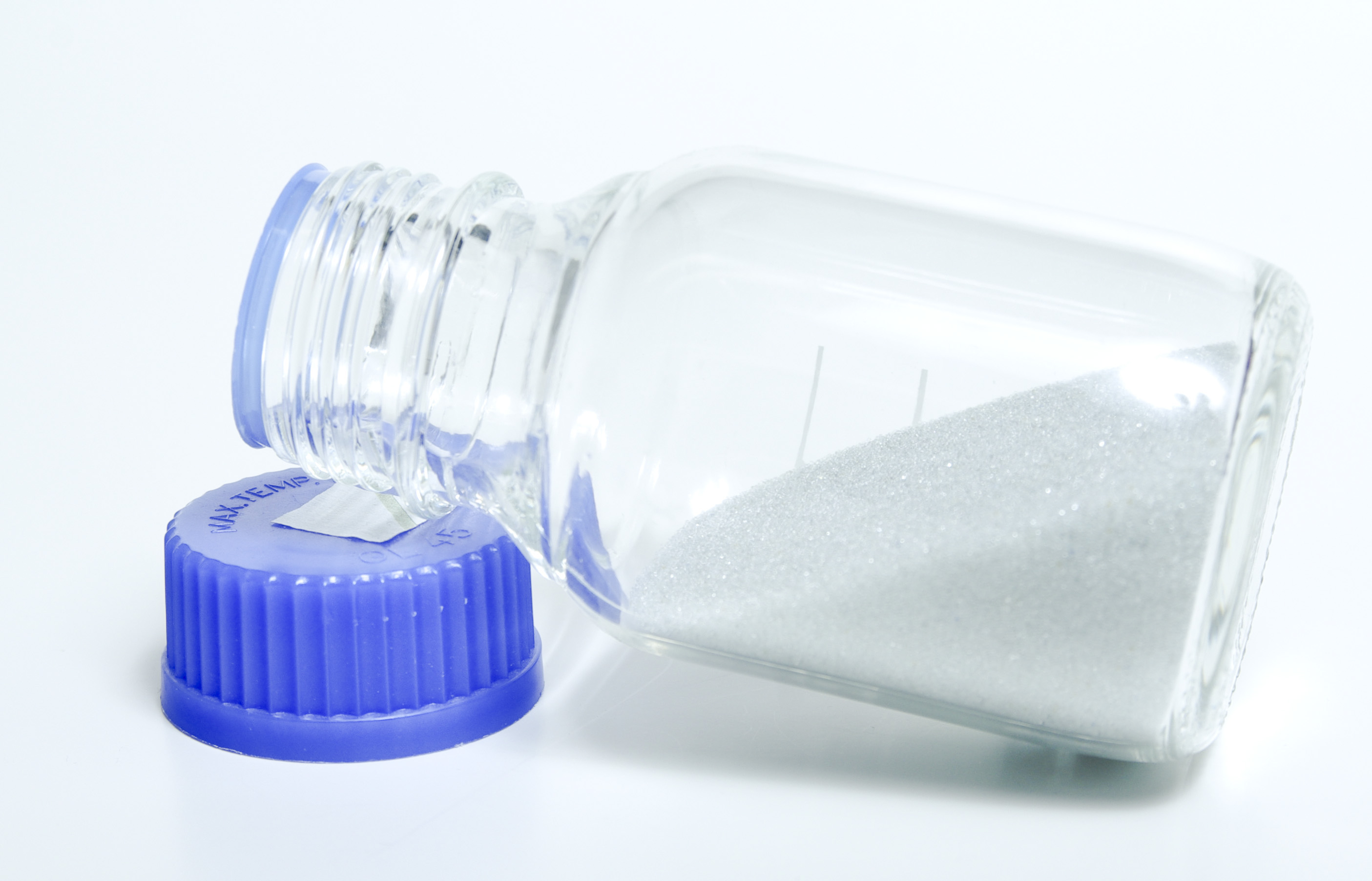
Een flesje glasgranulaat

De kleine vormen van glasparels worden gemaakt uit gerecycleerd glas. Dat glas wordt gemalen tot glasgranulaat en op grootte gezeefd. Vervolgens wordt het in een speciale oven verhit en gesmolten bij een temperatuur van 1200 °C. Door de oppervlaktespanning van het gesmolten glas vormen zich uit de willekeurig gevormde stukjes granulaat die in de oven "zweven", ronde bolletjes. Na het afkoelen worden de glazen bolletjes opnieuw op grootte gesorteerd door ze te zeven. Voor een specifieke toepassing worden glasbolletjes met verschillende grootte vermengd.
Dit type kleine glasparels worden op grote schaal geproduceerd door Swarco, M. Swarovski GMBH, in het Oostenrijkse Amstetten.

## Wetenswaardigheden
- Op 17 september 2009 werd met een Russische raket de passieve microsatelliet BLITS (Ball Lens In The Space) in een 832 km hoge heliosynchrone baan om de aarde geschoten: een glasparel met een massa van 7,53 kg en een diameter van 85,16 mm. Deze bestond uit drie concentrische glaslagen met een verschillende brekingsindex, en vormde zo een Lüneburglens. Deze glasparel was voor de helft bedekt met een reflecterende coating, en draaide in 5,6 seconden om zijn as. Het doel was om nauwkeurige metingen uit te kunnen voeren met laserstralen. De satelliet werd in 2013 geraakt door een stuk ruimteschroot en uitgeschakeld. Er zijn plannen om in 2018 een grotere (220 mm), vergelijkbare glasparel te lanceren.[10]
- De Amerikaanse minimalistische kunstenaar Mary Corse verwerkt in sommige van haar doeken glasparels in acrylverf, om het bijzondere optische effect van retroreflectie te verkrijgen.